# Kråsnålen
Kråsnålen var en svensk TV-serie, i regi av Lars Lennart Forsberg, som hade premiär den 14 november 1988. Serien spelades in 1986-1987 för Sveriges Television.
Serien bygger på Bunny Ragnerstams romaner om arbetarrörelsens framväxt under slutet av 1800-talet. Den handlar om smeden Ekelund som flyttar med familjen från landet till en stad.

## Rollista
- Philip Zandén - Frans Norén, skräddare
- Ernst Günther - Bernt Ekelund, smed
- Lena Granhagen - Anna Ekelund, hans hustru
- Eva Lundberg - Märta Ekelund, deras dotter
- Kim Sulocki - Johan Ekelund, deras son
- Per Oscarsson - Per Olander, snickare
- Niels Dybeck - Förman Bodel Nilsson
- Lena Endre - Monika Nilsson, hans dotter
- Hans Jonsson - Fridolf Krantz, målare
- Anders Näslund - August Hellberg
- Cecilia Walton - Maria, servitris
- Lars-Erik Berenett - Fabrikör Junggren
- Gunnel Fred - Fru Junggren
- Mats Bergman - Holmér, kontorschef
- Jan Blomberg - Redaktör Lund
- Calle Carlswärd - Sandqvist, polisman
- Åse Nelson - Signe Hellberg
- Bertil Norström - Johan Blomqvist, skräddare
- Jan Nygren - Nihlén, lärare
- Allan Svensson - Mäster Palm
- Anders Ahlbom - Skräddarmästare Berg
- Carl-Olof Alm - Stadsfiskal
- Christer Banck - Fabrikör Lyzell
- Malou Berg - Fru Holmér
- Nils Eklund - Borgmästaren
- Stig Ossian Ericson - Doktor Svanberg
- Thorsten Flinck - Målaren Krook
- Viktor Friberg - Konstförvant Hedin
- Göthe Grefbo - Styckjunkare Skoog
- Sten Johan Hedman - Målarbas Lundgren
- Jan Hermfelt - Artilleristen Wendel
- Tjadden Hällström - Nils Krantz, kronvrak
- Tommy Johnson - Anders Nilsson, skomakare
- Åke Lagergren - von Holstein, redaktör
- Åke Lindman - Ågren, smed
- Bernt Lundquist - Fabrikör Blomqvist
- Fillie Lyckow - Fru Blomqvist
- Carl-Ivar Nilsson - Bror Hellberg
- Lars-Göran Pettersson - Överste
- Per Sandborgh - vitgarvare Lordén
- Gunnar Schyman - Fabrikör Junggren senior
- Marianne Stjernqvist - Karna Krantz
- Torsten Wahlund - Timmer-Jeppe, snickare
- Meta Velander - Borgardam
- Bojan Westin - Portvaktsfru

Barnroller: Sandra Andersson Stråberg, Filip Eriksson, Agnes Forsberg, Caspar Forsberg, Jonas Franzén, Vendela Grundell, Mikael Karlsson, Alice Eggers.

## Om serien
Det var årets största dramasatsning, med en total budget på 18 miljoner kronor, ett femtiotal skådespelare, flera hundra statister och ett inspelningsteam på mer än fyrtio personer.[källa behövs] Produktionsbolaget som stod för produktionen, Amanta Film AB, hyrde in sig i en av de stora magasinen i Stockholms frihamn, Magasin 2, där de flesta interiörer men även exteriörer byggdes upp. Serien har publicerats flera gånger i SVT:s Öppet arkiv.